# Кондопожская волость
Кондопо́жская во́лость — волость в составе Петрозаводского уезда Олонецкой губернии.

## Общие сведения
До 1 января 1877 г. волость носила название Петропавловской.
Волостное правление располагалось в селении Кондопога.
В состав волости входили сельские общества, включающие 51 деревню:
- Кондопожское общество
- Горское общество
- Белогорское общество
- Викшезерское общество
- Петропавловское общество
- Лижемское общество

На 1890 год численность населения волости составляла 7538 человек.
На 1905 год численность населения волости составляла 8249 человек. В волости насчитывалось 1254 лошади, 4847 коров и 3703 головы прочего скота.
Постановлением ВЦИК и СНК РСФСР от 4 августа 1920 года в населённых карелами местностях Олонецкой и Архангельской губерний была образована Карельская трудовая коммуна и волость вошла в состав Карельской трудовой коммуны. В 1923 году волость вошла в состав образованной Автономной Карельской ССР.
В ходе реформы административно-территориального деления СССР в 1927 году волость была упразднена. 
В настоящее время территория Кондопожской волости относится в основном к Кондопожскому району Республики Карелия.